# Чеботарь, Ольга Геннадиевна
Ольга Геннадиевна Чеботарь (рум. Olga Cebotari; род. 4 января 1992, Кишинёв, Республика Молдова) — молдавский государственный и политический деятель, дипломат. 
Вице-премьер-министр по реинтеграции Республики Молдова (2020—2021).

## Биография
Родилась 4 января 1992 года в Кишинёве. Также имеет гражданство Российской Федерации.

### Образование
С 2010 по 2014 изучала международные отношения на факультете гуманитарных и социальных наук Российского университета дружбы народов.
В 2016 получила степень магистра мировой политики в Дипломатической академии МИД России, училась на факультете Международные отношения и международное право. Тема магистерской диссертации: «Особенности участия Республики Молдова в программе „Восточное партнёрство“».
В 2020 году окончила докторантуру в Дипломатической академии МИД России по специальности «политические вопросы международных отношений, глобального и регионального развития».
Владеет румынским, русским, испанским и английским языками.

### Трудовая деятельность
С 2017 по 2019 год работала директором Центра поддержки молдавской молодёжи в Москве. Член Совета гражданского общества при Президенте Республики Молдова.
С 10 февраля по 9 ноября 2020 — заместитель директора — начальница отдела Департамента экономического сотрудничества Исполнительного комитета СНГ.
С 9 ноября по 31 декабря 2020 — вице-премьер-министр по реинтеграции Республики Молдова, исполняющая обязанности до 6 августа 2021 года. После отставки премьер-министра Иона Кику, он предложил Чеботарь исполнять обязанности премьер-министра, однако президент Республики Молдова Майя Санду выбрала исполняющим обязанности Аурелия Чокоя.
31 января 2021 года Чеботарь избрали в Республиканский совет Партии социалистов Республики Молдова — членом нового руководящего органа партии.

## Семья
Замужем за румынским предпринимателем Октавианом Попа.